# Sigurd Vestad
Sigurd Vestad, né le 31 juillet 1907 à Trysil et mort le 17 janvier 2001, est un fondeur norvégien.

## Biographie
Originaire de Trysil, il représente le club local Nordre Trysil IL et est bûcheron de profession.
Aux Jeux olympiques d'hiver de 1932 à Lake Placid, pour sa seule participation olympique, il se classe cinquième du cinquante kilomètres. Sa meilleure saison a lieu en 1933, où il remporte notamment le cinquante kilomètres du Festival de ski de Holmenkollen avec une marge de huit minutes sur le deuxième et le championnat de Norvège sur dix-huit kilomètres, ce qui l'aide à gagner la Médaille d'or du Morgenbladet. Il connaît une longue carrière, étant toujours en compétition après la Seconde Guerre mondiale.
Aux Championnats du monde 1930, il est 19e du dix-sept kilomètres et 12e du cinquante kilomètres. Lors des Championnats du monde 1935, sa dernière compétition majeure, il est quatrième sur dix-huit kilomètres et quinzième du cinquante kilomètres. Il a couru aussi aux Championnats du monde 1934.